# Copano 2da. Sección
Copano 2da. Sección är en ort i Mexiko.   Den ligger i kommunen Ostuacán och delstaten Chiapas, i den sydöstra delen av landet, 600 km öster om huvudstaden Mexico City. Copano 2da. Sección ligger 89 meter över havet och antalet invånare är 220.
Terrängen runt Copano 2da. Sección är kuperad åt sydost, men åt nordväst är den platt. Runt Copano 2da. Sección är det ganska glesbefolkat, med 25 invånare per kvadratkilometer. Närmaste större samhälle är Ostuacán, 12,4 km sydost om Copano 2da. Sección. Trakten runt Copano 2da. Sección består till största delen av jordbruksmark.